# Белоусовка (Павлодарская область)
Белоусовка (каз. Белоусовка) — село в Успенском районе Павлодарской области Казахстана. Село входит в состав Успенского сельского округа. Расположено примерно в 6 км к западу от Успенки. Код КАТО — 556430200.

## Население
В 1999 году население села составляло 598 человек (275 мужчин и 323 женщины). По данным переписи 2009 года, в селе проживало 320 человек (149 мужчин и 171 женщина).